# Uwe Kamann
Uwe Kamann (* 19. August 1958 in Magdeburg) ist ein deutscher IT-Unternehmer und Politiker (parteilos, zuvor LKR, AfD). Er war von 2017 bis 2021 Mitglied des Deutschen Bundestages.

## Leben
Nach dem Hauptschulabschluss absolvierte Kamann eine Berufsausbildung zum Energieanlagenelektroniker bei der Bundesbahn. Danach leistete Kamann Wehrdienst bei der Bundeswehr. Im Jahr 1998 begann Kamann eine Fortbildung im Bereich Corporate Leadership and Strategy Business Management an der privaten Management School St. Gallen.
Von 1989 bis 2000 war Kamann für das Unternehmen debis Systemhaus tätig. Bis 2003 war Kamann im Vorstand der IT-Firma CSC Ploenzke, sein Vertrag wurde nach einer strategischen Neuausrichtung jedoch nicht verlängert. Von Mai 2004 bis Ende 2005 war Kamann Geschäftsführer des Softwareunternehmens DANET in Weiterstadt. 2006 gründete Kamann das Unternehmen SEPICON AG.
Kamann ist verheiratet und Vater von drei Kindern.

## Bundestagsmandat
Nach der Bundestagswahl 2017 am 24. September 2017 zog Kamann über den nordrhein-westfälischen AfD-Landeslistenplatz 9 in den Bundestag ein.
Als Mitglied des Bundestages war er Obmann und ordentliches Mitglied der Enquete-Kommission Künstliche Intelligenz – Gesellschaftliche Verantwortung und wirtschaftliche, soziale und ökologische Potenziale und des Ausschusses Digitale Agenda. Er war stellvertretendes Mitglied des Ausschusses für Verkehr und digitale Infrastruktur.
Im 19. Deutschen Bundestag gehörte er dem Ausschuss Digitale Agenda als beratendes Mitglied an.
Als geschäftsführender Gesellschafter der so:cas GmbH in Aachen meldete er monatliche Nebeneinkünfte der Stufe 4 (zwischen 15.001 Euro und 30.000 Euro), für das Jahr 2017 einen Gewinn der Stufe 7 (zwischen 75.001 Euro und 100.000 Euro).
Am 17. Dezember 2018 gab Kamann seinen Austritt aus der AfD und der AfD-Bundestagsfraktion bekannt. Er begründete dies mit „unterschiedliche[n] Auffassungen über politische und fachpolitische Ausrichtungen der Partei und der Fraktion“. Anfang September 2020 trat er der AfD-Abspaltung Liberal-Konservative Reformer bei, wurde am 7. November stellvertretender Bundesvorsitzender der Partei und trat wenige Monate später am 16. Februar 2021 wieder aus.